# Professional Women's Hockey Players Association
La Asociación de Jugadoras Profesionales de Hockey (en inglés: Professional Women's Hockey Players Association [PWHPA]) es una asociación 501c6 sin ánimo de lucro dedicada a la promoción del hockey sobre hielo femenino profesional en Estados Unidos. Fue fundada en mayo de 2019 tras la disolución de la Canadian Women's Hockey League, que solo pagaba estipendios, y la insatisfacción de las jugadoras sobre las operaciones de la National Women's Hockey League. El objetivo principal es la creación de una liga profesional sostenible de hockey sobre hielo femenino.

## Historia
Tradicionalmente, las ligas de hockey sobre hielo han sido a nivel aficionado, donde no se les pagaba a las jugadoras. Cuando la participación creció, las competiciones femeninas fueron añadidas por la Federación Internacional de Hockey sobre Hielo en el Campeonato Mundial Femenino de Hockey sobre Hielo de 1990 y en los Juegos Olímpicos de Nagano 1998. Aparecieron  muchas ligas semi-profesionales en Canadá y Estados Unidos, incluida la Canadian Women's Hockey League en 2007. La CWHL se definía a ella misma como una liga profesional, pero en realidad solo pagaba el transporte, el alquiler de las pistas, los costes del uniforme y de algún equipamiento y no les pagaba a las jugadoras. Desde 2011 hasta 2015, la CWHL fue la única liga organizada de hockey sobre hielo femenina de América del Norte. 
En 2015, se formó la National Women's Hockey League y se convirtió en la primera liga de hockey sobre hielo femenino en pagar a las jugadoras, aunque no se consideraba un salario mínimo. En 2017, la CWHL comenzó a pagar a sus jugadoras un estipendio.
Después de la temporada 2018-19, la CWHL cesó sus operaciones debido a la fragmentación de los patrocinadores entre la CWHL y la NWHL, la falta de audiencia e ingresos reducidos por la asociación en China que causó que la liga fuera financieramente insostenible. El 2 de mayo de 2019, más de 200 jugadoras de la CWHL y NWHL publicaron una declaración conjunta en la que anunciaban su intención de no participar en ninguna liga profesional norteamericana en la temporada 2019-20 por su insatisfacción en cuanto a las operaciones de las ligas, que no les proporcionaban seguro médico ni un salario mínimo. La NWHL respondió que esperaban ganar más patrocinadores que en los años anteriores y que tenía la intención de subir el salario de las jugadoras. También accedió a dar a las jugadoras el 50% de los ingresos de los acuerdos con los patrocinadores de la liga y de los medios de comunicación. El 20 de mayo de 2019, las jugadoras formaron una asociación sin ánimo de lucro que recibió el nombre de Professional Women's Hockey Players Association (Asociación de Jugadoras Profesionales de Hockey) con la intención de conseguir sus objetivos de una liga que proporcionara soporte económico y recursos de infraestructuras, seguro médico y apoyo a los programas de entrenamiento para jugadoras jóvenes. Debido a la cantidad de jugadoras norteamericanas boicoteando la NWHL, más de la mitad de las jugadoras fichadas para la temporada 2019-20 fueron nuevas en la liga.
En diciembre de 2019, la East Coast Hockey League se asoció con la PWHPA y eligió a cuatro miembros para participar en el Partido All-Star de 2020 de la ECHL con Dani Cameranesi, Kali Flanagan, Gigi Marvin y Annie Pankowski. El All-Star Game de 2020 de la NHL también expandió su inclusión de jugadoras de temporadas anteriores para crear un nuevo evento: un amistoso de tres contra tres entre jugadoras de Canadá y Estados Unidos. 18 de las 20 jugadoras fueron miembros de la PWHPA y el evento fue apoyado por la asociación, pero no estaba completamente afiliado. Jordan Juron fue el primer miembro de la PWHPA en dejar la asociación y volver a la NWHL tras firmar con el Boston Pride en enero de 2020.

## Dream Gap Tour
Debido a su boicot, los miembros de la PWHPA decidieron competir entre ellas en un tour en varias ciudades de América del Norte, creando una serie de exhibiciones llamada Dream Gap Tour. Antes del lanzamiento del tour, la Asociación de Jugadores de la NHL anunció su colaboración con la PWHPA en enero de 2019.
Durante el otoño de 2019, los partidos se jugaron en Toronto (21 y 22 de septiembre), Hudson (5 y 6 de octubre) y Chicago (18 y 20 de octubre). Cada evento contaba con cuatro equipos nombrados en honor a una jugadora. En 2020, los partidos se jugaron en Toronto (11 y 12 de enero), Filadelfia (29 de febrero y 1 de marzo) y Arizona (6 y 8 de marzo).

### Toronto
Todos los partidos tuvieron lugar en el Westwood Arena de Toronto y fueron patrocinados por Unifor. Las capitanas fueron Rebecca Johnston, Brianne Jenner, Liz Knox y Marie-Philip Poulin.
| Fecha            | Partido | Equipos                       | Resultado                      |
| ---------------- | ------- | ----------------------------- | ------------------------------ |
| 21 de septiembre | 1       | Team Johnston vs. Team Jenner | Team Jenner 4, Team Johnston 3 |
| 21 de septiembre | 2       | Team Poulin vs. Team Knox     | Team Poulin 2, Team Knox 1     |
| 22 de septiembre | 3       | Team Johnston vs. Team Knox   | Team Johnston 6, Team Knox 5   |
| 22 de septiembre | 4       | Team Poulin vs. Team Jenner   | Team Poulin 5, Team Jenner 1   |

### Hudson
La segunda serie de eventos se compitió en Hudson el 5 y 6 de octubre y estuvo patrocinada por Dunkin'. Todos los partidos se jugaron en el Cyclones Arena. Las capitanas fueron Kali Flanagan, Hilary Knight, Jocelyne Lamoureux, Monique Lamoureux y Lee Stecklein. Esta vez, el primer día se jugaron dos partidos y el segundo, otros dos y se adoptó un formato de eliminación directa. Los equipos perdedores del primer día se enfrentaban para conseguir el tercer puesto y los ganadores, para conseguir el primero.
| Fecha        | Partido | Equipos                          | Resultado                         |
| ------------ | ------- | -------------------------------- | --------------------------------- |
| 5 de octubre | 1       | Team Flanagan vs. Team Stecklein | Team Stecklein 6, Team Flanagan 3 |
| 5 de octubre | 2       | Team Knight vs. Team Lamoureux   | Team Knight 3, Team Lamoureux 1   |
| 6 de octubre | 3       | Team Lamoureux vs. Team Flanagan | Team Lamoureux 5, Team Flanagan 2 |
| 6 de octubre | 4       | Team Stecklein vs. Team Knight   | Team Stecklein 5, Team Knight 4   |

## Chicago
Todos los partidos tuvieron lugar en el Fifth Third Arena de Chicago y estuvieron patrocinados por Magellan Corporation. Las capitanas fueron las jugadoras olímpicas retiradas Lori Dupuis y Jayna Hefford de Canadá y Cammi Granato y Angela Ruggiero de Estados Unidos. Se mantuvo el formato de eliminación directa.
| Fecha         | Partido | Equipos                        | Resultado                       |
| ------------- | ------- | ------------------------------ | ------------------------------- |
| 19 de octubre | 1       | Team Hefford vs. Team Dupuis   | Team Hefford 5, Team Dupuis 4   |
| 19 de octubre | 2       | Team Granato vs. Team Ruggiero | Team Granato 4, Team Ruggiero 2 |
| 20 de octubre | 3       | Team Ruggiero vs. Team Dupuis  | Team Ruggiero 6, Team Dupuis 4  |
| 20 de octubre | 4       | Team Granato vs. Team Hefford  | Team Granato 4, Team Hefford 1  |